# Gmina Horodło
Die Gmina Horodło ist eine Landgemeinde im Powiat Hrubieszowski der Woiwodschaft Lublin in Polen. Ihr Sitz ist das gleichnamige Dorf mit etwa 1100 Einwohnern.

## Geschichte
Die Gemeinde liegt im Osten von Polen am linken Ufer des Bug. Dieser bildet die Grenze zur Ukraine. Die Entfernung nach Hrubieszów beträgt etwa 10 km, die nach Lublin 100 km.

## Gliederung
Zur Landgemeinde Horodło gehören folgende 15 Ortschaften mit einem Schulzenamt:
Bereżnica
Cegielnia
Ciołki
Horodło
Hrebenne
Janki
Kobło-Kolonia
Kopyłów
Liski
Łuszków
Matcze
Poraj
Rogalin
Strzyżów
Zosin